# Постольник Лідія Іванівна
Лідія Іванівна Постольник (14 серпня 1935, село Лемешівка Яготинського району Київської області — 19 лютого 2025) — новатор сільськогосподарського виробництва, Герой Соціалістичної Праці (8.04.1971). Депутат Верховної Ради УРСР 8—10-го скликань.

## Біографія
Народилася 14 серпня 1935 року в селі Лемешівці Яготинського району Київської області в бідній селянській родиині. Батько загинув під час радянсько-фінської війни.
У 1941 році була евакуйована у місто Уральськ Західно-Казахстанської області Казахської РСР. У 1944 році переїхала до Синельниківського району Дніпропетровської області.
Закінчила сім класів школи. Навчалася в технікумі. Освіта середня.
З 1951 року — колгоспниця колгоспу імені Кірова Яготинського району Київської області.
З 1955 року працювала в колгоспі імені Леніна села Новоолександрівки Синельниківського району Дніпропетровської області свинаркою, з 1976 року — ланковою операторів машинного доїння. Ланка, очолювана Лідією Постольник, у 10-й п'ятирічці досягла високих виробничих показників. Брала участь у Виставці досягнень народного господарства СРСР,  медаліст ВДНГ СРСР.
Член КПРС з 1978 року. Була делегатом XXVI з'їзду КПРС.
З 1986 по 1990 рік працювала заступником директора радгоспу «Синельниківський» Синельниківського району Дніпропетровської області.
Потім — на пенсії. Померла 19 лютого 2025 року. Похована у селі Новоолександрівка Раївської сільської громади.
Нагороджена радянськими орденами Леніна і Золотою Зіркою Героя Соціалістичної Праці (8.04.1971), Трудового Червоного Прапора (22.03.1966), Дружби народів (6.03.1981), медалями, українською ювілейною медаллю «20 років незалежності України» (2011).